# Navegantes
Navegantes là một đô thị thuộc bang Santa Catarina, Brasil. Đô thị này có diện tích 111,461 km², dân số năm 2007 là 52638 người, mật độ 456,6 người/km².